# Calliandra belizensis
Calliandra belizensis är en ärtväxtart som först beskrevs av Paul Carpenter Standley, och fick sitt nu gällande namn av Paul Carpenter Standley. Calliandra belizensis ingår i släktet Calliandra och familjen ärtväxter. Inga underarter finns listade i Catalogue of Life.